# Chandisthan
Chandisthan (en népalais : चण्डीस्थान) est un comité de développement villageois du Népal situé dans le district de Lamjung. Au recensement de 2011, il comptait 1 895 habitants.